# أبو كامل (مسلسل)
أبو كامل مسلسل اجتماعي سوري يعكس البيئة الدمشقية التقليدية مكون من جزئين. أنتج الجزء الأول عام 1991 وأنتج الجزء الثاني عام 1993. قام بتمثيله مجموعة من الممثلين السوريين، وهو من إخراج علاء الدين كوكش وقصة د. فؤاد شربجي وجزؤُه الأول إنتاج مشترك بين تلفزيون دبي والتلفزيون السوري، أما الجزء الثاني فهو من إنتاج التلفزيون السوري وحده. عدد حلقات العمل كانت 30 حلقة لكل جزء ومدة الحلقة قاربت الساعة. تم تصويره بالكامل في استديوهات التلفزيون السوري.
يسود المسلسل جو من الغموض والتوتر. يستحوذ على المشاعر بفنيته وسحره الخاص وعمقه وشفافية الأرواح مثل أبو كامل وفطمة وصالحة.

## المشاركون في العمل
- أسعد فضة ((أبو كامل))
- عدنان بركات ((أبو دياب))
- ملك سكر ((أم فهمي))
- هاني الروماني ((أبو كاسم))
- يوسف حنا ((عبد الرحمن))
- نزار شرابي ((أبو زاهي))
- أحمد عداس ((أبو صالح))
- عبد الفتاح المزين ((زاهي))
- عباس النوري ((مسلم))
- سلوم حداد ((موفق))
- مها الصالح ((أم سعيد))
- نبيلة النابلسي ((أم فاطمة))
- نذير سرحان ((محجوب))
- وفاء موصللي ((صالحة))
- حسن دكاك ((محمد))
- سوزان الصالح ((صبحية))
- محمد الشيخ نجيب ((فهمي))
- ليلى جبر ((سميرة))
- تيسير إدريس ((كريم))
- نجاح سفكوني ((المحقق محمود))
- بشار إسماعيل ((مصطفى))
- علي كريم ((ماجد))
- مأمون حسين ((زكي))
- مرح جبر ((فاطمة))
- أديب الحافظ ((عبد المجيد بيك))
- ثناء دبسي ((زهرة خانم))
- عصام عبه جي ((أبو سعيد))

.